# Човекът без лице
„Човекът без лице“ (на английски: The Man Without a Face) е американска драма от 1993 г., режисиран от и с участие в главната роля на Мел Гибсън. Филмът е базиран на едноименния роман, написан от Изабел Холанд от 1972 г. Режисурата на Гибсън получава положителни отзиви от критиката. Премиерата на филма излиза в Съединените щати на 25 август 1993 г.